# Pycnetron curculionidis
Pycnetron curculionidis är en stekelart som beskrevs av Charles Joseph Gahan 1925. Pycnetron curculionidis ingår i släktet Pycnetron och familjen puppglanssteklar.
Artens utbredningsområde är:
- Papua Nya Guinea.
- Filippinerna.
- Taiwan.

Inga underarter finns listade i Catalogue of Life.